# Rafael Vela
Rafael Ernesto Vela Barba (Lima, 23 de octubre de 1973) es un abogado peruano. Se desempeñó como fiscal superior titular de las Fiscalías Especializadas contra la Criminalidad Organizada del Segundo Juzgado Unipersonal Penal de Lima del Ministerio Público del Perú.
Actualmente, lidera la Coordinación Nacional de las Fiscalías Especializadas en Delitos de Lavado de Activos. Dirige ―junto al fiscal José Domingo Pérez―, desde la unificación del Caso Lava Jato, las investigaciones sobre los expresidentes Alejandro Toledo, Alan García, Ollanta Humala, Pedro Pablo Kuczynski y Martín Vizcarra, además de diferentes líderes políticos como Keiko Fujimori, Lourdes Flores, Julio Guzmán, José Luna Gálvez, entre otros políticos, empresarios y funcionarios peruanos.

## Biografía y carrera profesional
Abogado por la Universidad de San Martín de Porres, realizado su maestría en la misma universidad y su doctorado en la Universidad Mayor de San Marcos  de Lima, su postgrado lo consiguió en la Universidad de Salamanca en Madrid, España.
Ha sido docente universitario en la Universidad de San Martín de Porres y además del idioma español también maneja el inglés e italiano.

### Poder Judicial
Inició en el Poder Judicial del Perú en 2005 como juez especializado penal titular y designado en el Cuarto Juzgado Penal Especial Anticorrupción hasta julio de 2012, posteriormente fue juez superior provisional de la Sala Penal de Apelaciones y juez especializado penal titular del Segundo Juzgado Penal Unipersonal de Lima.  Renunció al Poder Judicial en 2013 para dedicarse al Ministerio Público.

### Ministerio Público y casoLava Jato

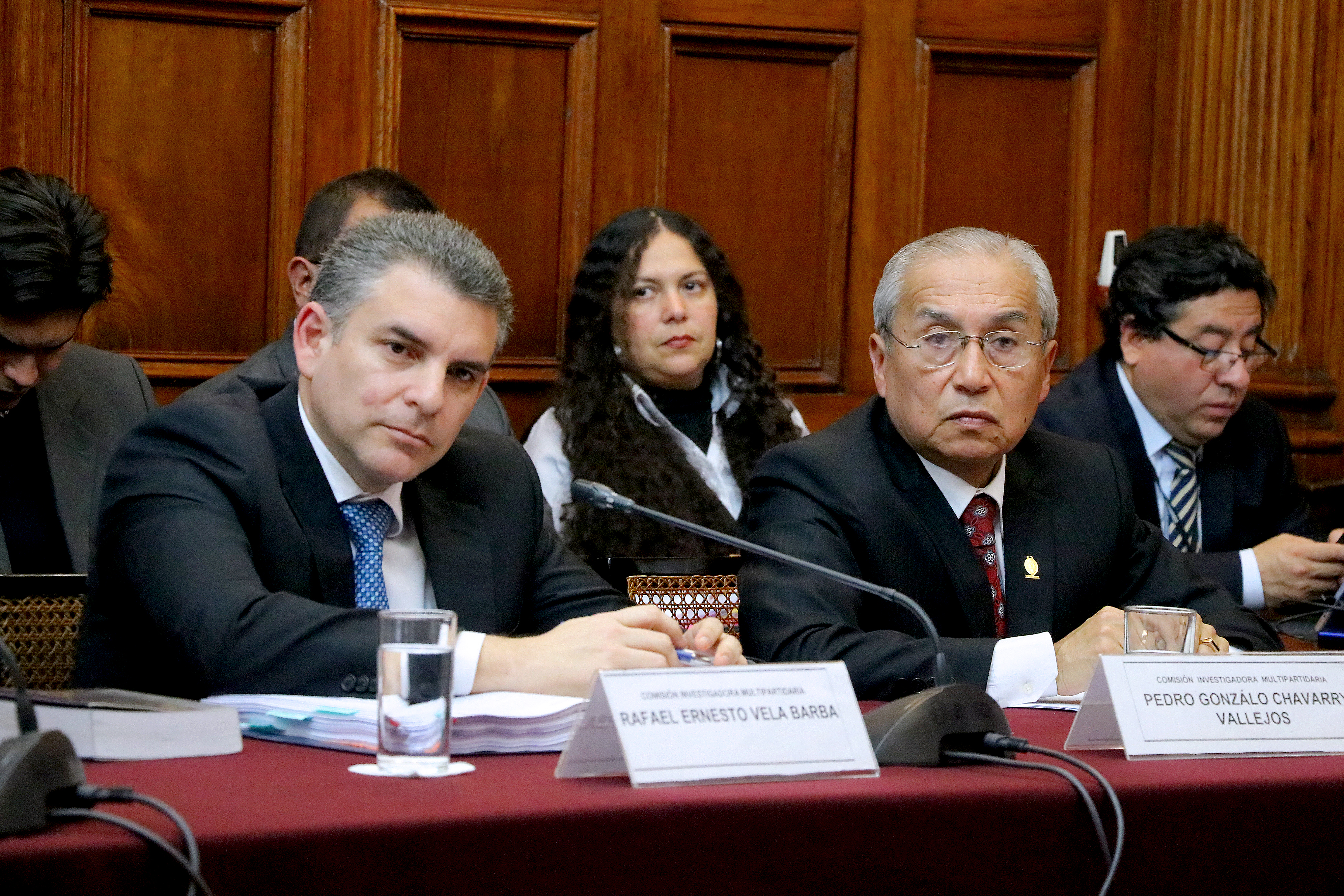
Vela junto al entonces Fiscal de la Nación Pedro Chávarry.

Vela toma relevancia cuando el fiscal de la Nación Pablo Sánchez Velarde lo nombró el 29 de marzo de 2015 en reemplazo de la abogada Delia Espinoza Valenzuela como nuevo Fiscal Superior Coordinador, anterior a este suceso Vela venía desempeñando en el Despacho de la Tercera Fiscalía Superior Especializada en Delitos de Corrupción de Funcionarios de Lima. El 20 de julio de 2018 el nuevo fiscal de la Nación Pedro Chávarry lo nombró como jefe del Equipo Especial de Fiscales y por consecuencia de las investigaciones del caso Lava Jato. Uno de los logros del liderazgo de Vela en Lavajato fue el acuerdo con la empresa brasileña Odebrecht para que esta última colabore con las investigaciones.
En 2019, el partido político fujimorista Fuerza Popular manifestó su oposición a Vela y apoyó las medidas de separación temporal dictadas por Pedro Chávarry hacia él y su compañero José Domingo Pérez.  Además, su bancada, encabezada por el congresista Carlos Tubino, justificó cancelar el acuerdo acordado por Vela y Pérez con la empresa Odebrecht, porque sería «perjudicial para el Perú». En 2020, el partido acusó al fiscal «persecución política» por solicitar su suspensión por dos años y medio.
En 2023, el Equipo Especial de Fiscales contra la Corrupción del Poder confirmó, a partir de las declaraciones de Jaime Villanueva, exasesor de Benavides, una conspiración contra Vela. La meta de la conspiración consistió en desmontar el Equipo Especial Lava Jato y favorecer a otras figuras políticas vinculadas a los presuntos sobornos de Odebrecht.

### Suspensión del cargo por declaraciones contra Keiko Fujimori
En 2023, el ente se encargó de tomar a acciones por las declaraciones de su investigación a Keiko Fujimori, cuya audiencia se realizó sin el acceso de la prensa. Martha Moyano, del partido político Fuerza Popular, respaldó la investigación de la Autoridad Nacional de Control del Ministerio Público contra Vela. Sin embargo, la integrante del grupo de investigación, Geovana Mori, expresó su desacuerdo.
Vela, en respuesta, interpuso una demanda de amparo.  No obstante, tras descubrirse indicios de tráfico de influencias que incriminaban a la máxima representante del Ministerio Público, Patricia Benavides, por parte de su exasesor, Vela expresó su inquietud por la situación. Además, a la vista del retiro de funcionarios con ideas opuestas, animó a la Junta Nacional de Justicia a destituir a Benavides.
Instituciones como el Centro por la Justicia y el Derecho Internacional, la Fundación para el Debido Proceso, Roberth F. Kennedy Human Rights y la Oficina en Washington para Asuntos Latinoamericanos se solidarizaron con Vela, en un comunicado conjunto de 2023, mientras condenaban la falta de sustento de la Autoridad Nacional de Control. Al año siguiente, la facultad de Derecho de la Universidad Stanford presentó una carta ante el Poder Judicial afirmando que la suspensión infringe la Convención Americana sobre Derechos Humanos. La carta llevó la firma del abogado Frank William La Rue.

## Controversias

### Declaraciones de Jaime Villanueva
En declaraciones dadas por Villanueva, éste sindicó a Rafael Vela como aquel que brindó información al periodista Gustavo Gorriti "para cercar a Alan García".
Además, declaró Villanueva que éste estuvo en una reunión con Rafael Vela en donde Vladimir Cerrón le pidió que no involucre a Pedro Castillo en la investigación por lavado de activos contra Perú Libre ya que esto podría perjudicar la campaña por segunda vuelta en las elecciones del 2021. Vela, a cambio, pidió que los congresistas de Perú Libre presenten un proyecto de ley para que los fiscales superiores con 10 años de antigüedad puedan acceder a ser fiscales supremos.